# 丹尾頼馬

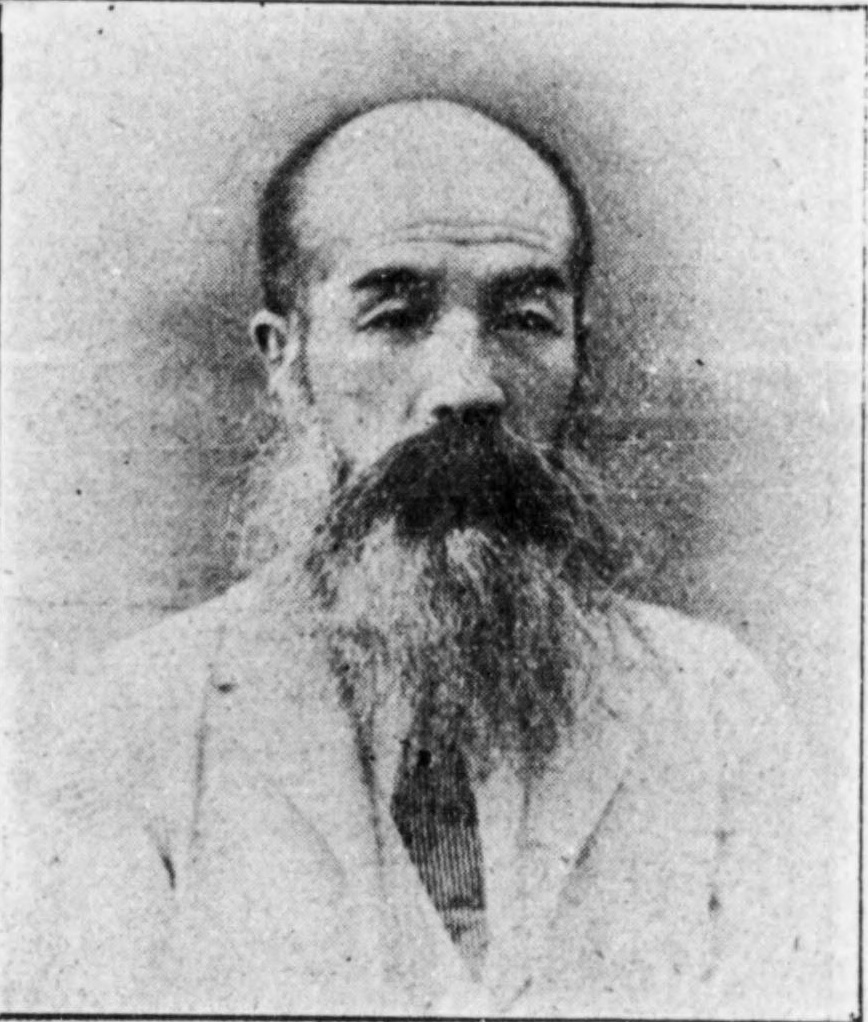
丹尾頼馬

丹尾 頼馬（にお たのま、1858年10月15日（安政5年9月9日）- 1928年（昭和3年）7月8日）は、明治から昭和初期の農業経営者、実業家、政治家。衆議院議員、福井県丹生郡岡山村長。

## 経歴
越前国丹生郡下野田村（福井県岡山村、豊村を経て現鯖江市）で、丹尾兵馬の長男として生まれた。その後、大地主、農業、村役、馬売買を営む本家・丹尾清左衛門の養子となる。同郡家久村の木村塾で学び、1866年（慶応2年）福井藩立・立教館に入り漢学、数学、習字を修めた。1869年（明治2年）中學明新館（現福井県立藤島高等学校）に入学。その後上京し、築地のカロゾルス（クリストファー・カロザース）に師事し英語を修めた。1877年（明治10年）慶應義塾に入った。
1881年（明治14年）自由党が創立されると、丹南地方の有志と共に入党し、大地主・富商らと政治活動に加わった。1885年（明治18年）丹生郡下野田村外13ケ村戸長となる。1889年（明治22年）4月、町村制施行により岡山村が発足すると初代村長に就任。丹生郡会議員にも選ばれ2期在任し、郡参事会員も務め、その他、郡徵兵参事員、水利組合管理郡会議員などにも在任。1897年（明治30年）8月、福井県会議員に選出され2期在任し、同参事会員も務めた。この間、道路整備の推進、九頭竜川改修事業の区域拡大などに尽力した。
1902年（明治35年）8月、第7回衆議院議員総選挙（福井県郡部）で初当選し、以後、第10回総選挙まで再選され、衆議院議員に連続4期在任した。この間、立憲政友会院内主事などを務め、敦賀道の改修に尽力した。
実業界では、1899年（明治32年）北陸絹糸株式会社の設立に参画し社長に就任した。

## 国政選挙歴
- 第7回衆議院議員総選挙（福井県郡部、1902年8月、立憲政友会）当選[1][7]
- 第8回衆議院議員総選挙（福井県郡部、1903年3月、立憲政友会）当選[1][7]
- 第9回衆議院議員総選挙（福井県郡部、1904年3月、自由党）当選[1][7]
- 第10回衆議院議員総選挙（福井県郡部、1908年5月、立憲政友会）当選[1][8]